# Dichostates trilineatus
Dichostates trilineatus är en skalbaggsart som beskrevs av Hintz 1912. Dichostates trilineatus ingår i släktet Dichostates och familjen långhorningar.
Artens utbredningsområde är Kenya. Inga underarter finns listade i Catalogue of Life.